# Circuito del Jarama
El Circuito del Jarama (desde febrero de 2022, Circuito de Madrid Jarama - RACE) es un autódromo de 3850 metros de longitud situado en San Sebastián de los Reyes, en la zona Norte de la Comunidad de Madrid (España). El circuito se inauguró oficialmente en 1967, acabando con una ausencia de 32 años sin circuitos permanentes en España y permitiendo el inicio de una nueva etapa para el desarrollo del automovilismo nacional en circuitos.

## Historia

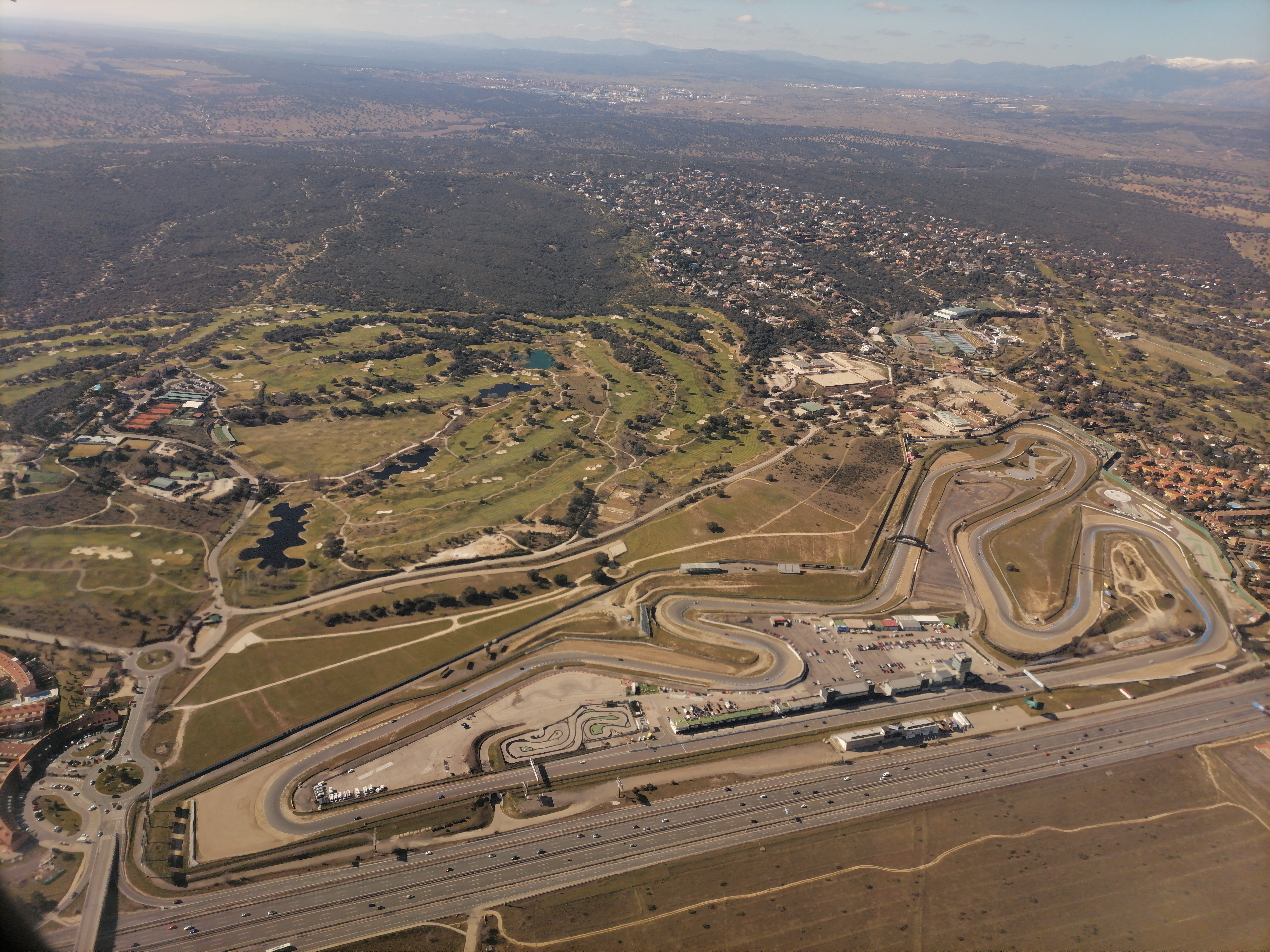
Vista aérea del Circuito del Jarama en 2023.

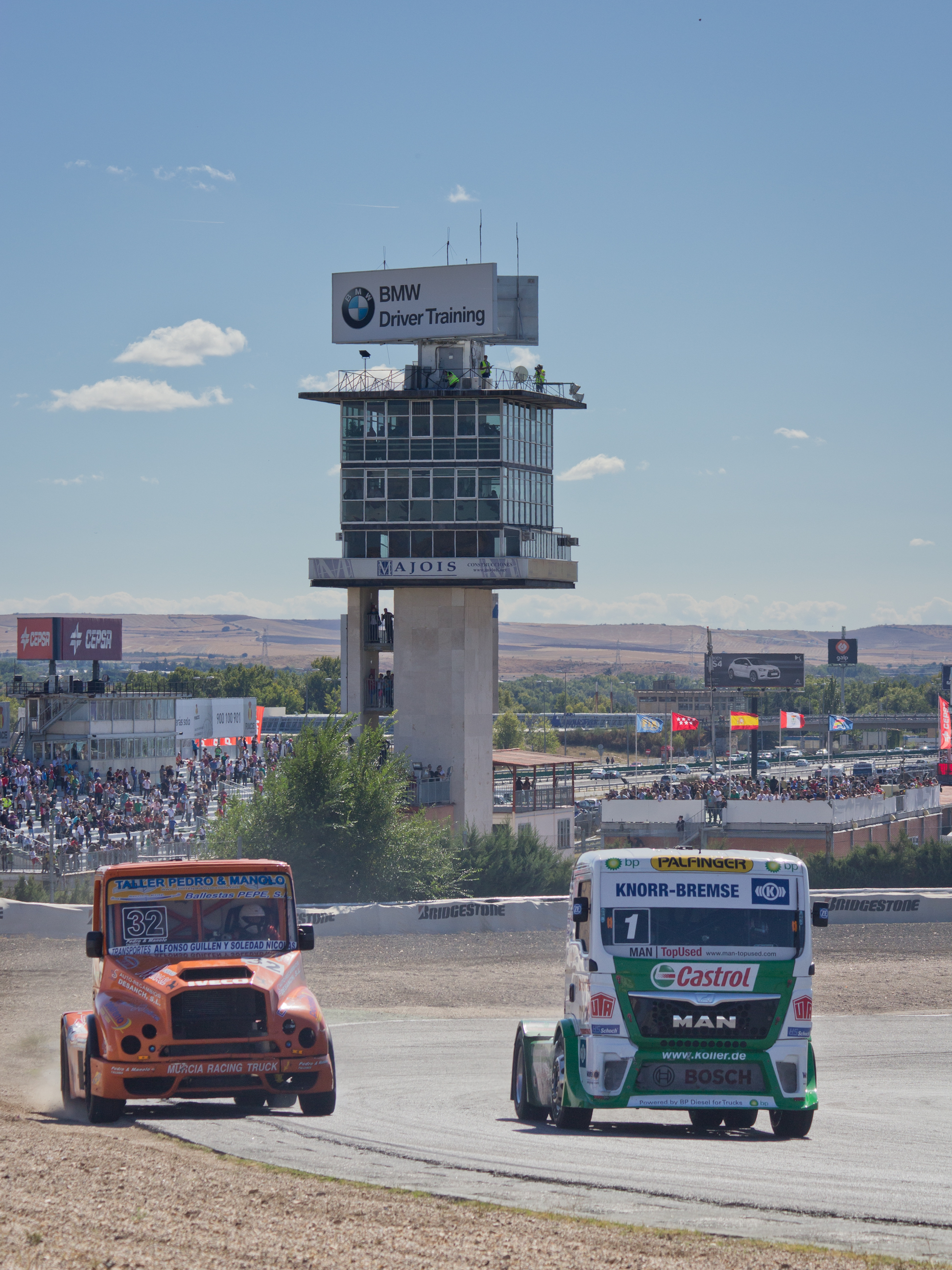
El Campeonato de Europa de Camiones es una competición muy popular del circuito.

Diseñado por John Hugenholtz (que también diseñó los circuitos de Zandvoort y Suzuka), el circuito fue construido por Alessandro Rocci en 1967 al norte de Madrid en una zona árida de matorrales, dentro del término municipal de San Sebastián de los Reyes km 26 de la A-1, dentro de las instalaciones que tiene el Real Automóvil Club de España (RACE) en Ciudalcampo. Este circuito fue inaugurado el 1 de julio de 1967.
El 23 de julio de 1967 se disputó el I Gran Premio de Madrid de Fórmula 2 y cuatro meses más tarde, el 12 de noviembre de ese mismo año, el XV Gran Premio de España de Fórmula 1, una carrera no puntuable para el Campeonato del Mundo pero en la que participó la flor y nata de la época. El podio de esa carrera pionera lo ocuparon Jim Clark (Lotus-Ford), que ya había ganado la prueba anterior de F-2, Graham Hill (Lotus-Ford) y Jack Brabham (Brabham-Repco).
Un año más tarde, el 12 de mayo de 1968, se celebró el XVI Gran Premio de España, puntuable ya para el mundial, que acabó con un podio de ensueño: Graham Hill (Lotus-Ford), Denny Hulme (McLaren-Ford) y Brian Redman (Cooper-BRM). Lamentablemente no participó el ganador de los dos años anterior, Jim Clark, fallecido de accidente un mes antes. En 1969 se disputó el Gran Premio de Madrid de Fórmula 1 pero que contó con una mayoría de monoplazas de Fórmula 2 y Fórmula 5000. Desde 1969 a 1975, el circuito de Montjuïc entró en escena y se alternó con el Jarama en la organización del mundial de Fórmula 1. A partir de 1975, año en el que un grave accidente puso fin bruscamente al camino del circuito urbano barcelonés en la F1, el Jarama recibió todo el protagonismo y fue, entre 1976 y 1981, la sede permanente del Gran Premio de España de Fórmula 1. La última carrera de la máxima especialidad en Madrid tuvo lugar el 21 de junio de 1981 dirigida por Alessandro Rocci, cuando se consideró demasiado limitada para las carreras modernas.
En 1981, el piloto Gilles Villeneuve, al volante de su Ferrari 126CK, logró su última victoria en Fórmula 1 en la que fue la última carrera de la categoría en este circuito. Cinco temporadas después, en abril de 1986, sería el Circuito de Jerez el encargado de albergar la prueba. En todo caso, en el Jarama siguieron organizándose carreras de F2, F3, F3000 y sport prototipos, entre muchas otras disciplinas.
El Gran Premio de España de Motociclismo del Campeonato Mundial de Motociclismo se disputó en el Jarama en quince ocasiones entre 1969 y 1988. Dicho mundial corrió en el circuito cuatro grandes premios adicionales: el Gran Premio de Portugal de 1987, el Gran Premio de Europa de 1991, el Gran Premio de la Federación Internacional de Motociclismo de 1993, y el Gran Premio de Madrid de 1998. Las dos últimas se crearon como sustitución de grandes premios cancelados (Sudáfrica y Portugal), y significaron que España albergara tres de las catorce fechas de cada año (junto con Jerez y Cataluña).
Además de la Fórmula 1 y el Mundial de Motociclismo de Velocidad, el circuito del Jarama albergó hasta finales del siglo XX numerosos campeonatos internacionales de automovilismo y motociclismo: el Campeonato Mundial de Resistencia desde 1987 hasta 1989, la BPR Global GT Series (desde 1994 hasta 1996), la GTR Euroseries (en 1998), el Campeonato de la FIA de Sport Prototipos (en 1997); la Fórmula 2 Europea (en 1967, 1968, 1969, 1971 y 1983), la Fórmula 3000 Internacional (en 1986 y 1987); el Campeonato Mundial de Turismos (en 1987); y el Campeonato Mundial de Superbikes (en 1991 y 1992). En la década de 2000, su actividad internacional se vio reducida a la World Series by Renault (desde 2000 hasta 2004), el Campeonato FIA GT (en 2001 y 2002) y la Le Mans Series (en 2001 y 2006; la carrera de 2001 también fue puntuable para la American Le Mans Series).
Actualmente, el Jarama acoge el Campeonato de Europa de Carreras de Camiones y distintas pruebas de campeonatos nacionales, como el Campeonato de España de Carreras de Camiones, Campeonato de España de Gran Turismos, las Mitjet series y el Open de España de Resistencia, así como pruebas locales como el Trofeo Race de Turismos y el Trofeo Race de Motociclismo. Por otra parte, el Jarama ha sido sede del Rally Comunidad de Madrid, puntuable para el Campeonato de España de Rally y en el pasado fue utilizado por otras pruebas como el Rally RACE de España para celebrar pruebas de velocidad.
A su vez, el circuito se alquila para distintos eventos a lo largo de todo el año (pruebas dinámicas, grabaciones de anuncios, cursos de conducción del RACE, etc), y organiza eventos para aficionados a lo largo del año (Jarama Vintage Festival, Jarama Fan Club). Actualmente, se realizan también varias citas al año en las que cualquier persona puede rodar con su coche a modo de poner al alcance la conducción en el circuito o acceder en persona para disfrutar del ambiente especial de estos días de gran movimiento. En octubre se realiza otro evento orientado a coches clásicos y preclásicos por clubes, denominado Jornada de Puertas Abiertas, donde se les reserva parte de la tribuna a cada club y acceden al circuitos por tandas y por clubes.

### Polémica por el 'ruido'
Sobre el trazado del circuito cae desde 2015 una limitación de máximo nivel sonoro o ruido con normativa de obligado cumplimiento (excepto días asignados), siendo siempre medidos y penalizable a los vehículos que rueden en pista. Excepto en 20 días al año destinados a la competición, los vehículos tienen que evitar superar un límite de decibelios (90 dB) al llegar a una parte del trazado indicando su comienzo por un cartel en salida de curva Portago y hasta acercarse a la curva Bugatti, si estos llegan a ser generados por las características mecánicas del vehículo. Esta normativa ha sido muy criticada por los usuarios del circuito y gente allegada a este mundo, ya que el circuito es anterior a la construcción de las viviendas circundantes al mismo, y además la norma rompe con el objetivo de su uso.
Supuestamente, a mediados de 2024 se anuló la licencia de actividades del Jarama tras las denuncias de los vecinos, por no cumplirse la ley silencio positivo asociada a licencia de actividad y funcionamiento del circuito. Esto ha llevado a que se especule incluso con el cese de la actividad del circuito aunque no se cree que lleve a tal extremo. Esta razón se ampara por la reforma de ampliación que se realizó en dicho circuito entre las zonas de Curva Pegaso y curva Bugatti (ampliando el anterior trazado hacia las viviendas y parcelas urbanizables que ya existían aproximándose demasiado) y por lo tanto debería volverse al trazado antiguo (ya que no es posible el uso de barreras acústicas por el diseño del circuito debido a un trazado con cambios de nivel geográfico) o limitar a todos los vehículos acústicamente para poder rodar.

## Datos sobre el trazado

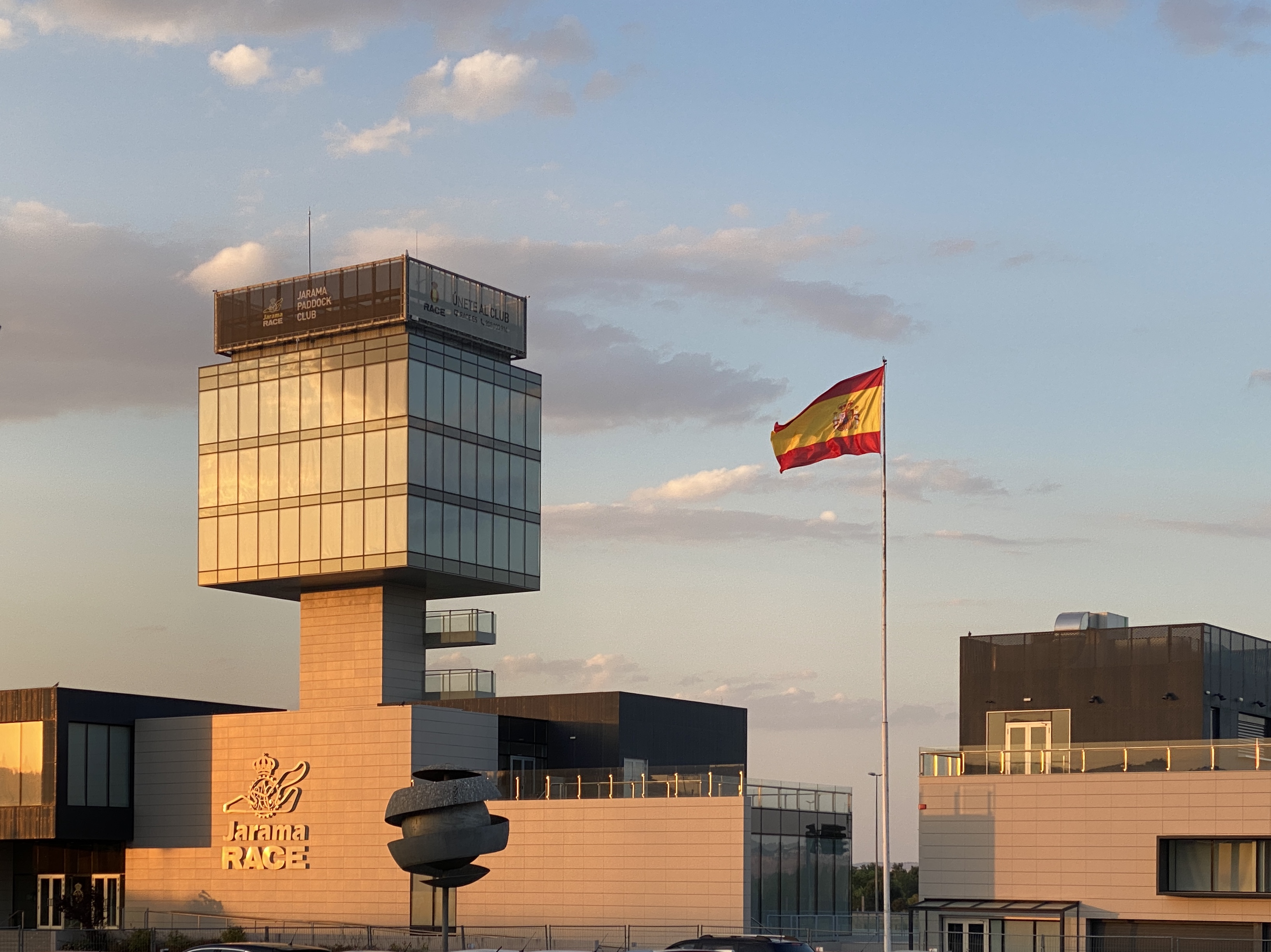
Jarama Paddock Club

El Jarama dispone de 3850 metros de recorrido con 12 metros de ancho, con pendientes de subida y bajada y varias curvas peraltadas. Las instalaciones son amplias, con amplia zona de aparcamiento y bastantes boxes. El asfalto es regular, por zonas esta algo bacheado, en días en los que hay carreras sobre todo de camiones y coches se encuentra bastante sucio de restos de neumáticos debido a las frenadas. Antiguamente existía otra variante del trazado de 3404 metros de longitud, anterior a la ampliación de 1991, sobre la cual se basa su actual trazado. Se accede a través de la autopista A-1 al llegar al km. 28 y cruzando por un puente la autovía, se accede a través de una urbanización privada a través de una calle con casas unifamiliares a uno de sus lados. La entrada al circuito puede ser a la zona de tribuna o zona de paddock.
Durante la década pasada el circuito estuvo inmerso en una gran obra de renovación y mejora de cara a superar la experiencia alrededor de este trazado mítico. El Proyecto Jarama 2021 comenzó a principios del 2014 y contemplaba tres fases, hasta finalizar en el 2021. La torre de control del Jarama fue el primer punto de ejecución. Si bien se conservó la estructura (con las tres plantas superiores), las actuaciones se centraron en modernizar la instalación desde la base hasta la última planta, manteniendo la torre como elemento icónico del Circuito y con varias salas multiusos donde celebrar reuniones, presentaciones o eventos.
A continuación de este primer edificio, el complejo Jarama Paddock Club cuenta con otros dos edificios polivalentes. La antigua sala de prensa, situada encima de seis modernos boxes, permite a empresas celebrar eventos de más de 300 personas, con vistas a ambos lados de la sala del paddock y de la pista principal. Una terraza en la parte superior completa esta instalación. Finalmente, el tercer edificio, culminado en 2020 y contiguo al anterior, es el más espectacular por las dimensiones de los nuevos boxes, con una altura superior a los seis metros, en los que puede entrar vehículos industriales, por la sala polivalente con capacidad para más de 500 personas y por la terraza superior, con una vista panorámica del Circuito jamás contemplada. Quedaron pendientes de remodelación el resto de boxes y palcos vip, y la tribuna de meta.
|                              |
| Trazado original (1967–1990) |

|                        |
| Trazado actual (1991-) |

Obras importantes
- 1966: Inauguración del trazado y boxes.
- 1967: Inauguración oficial con el resto de servicios principales completados.
- 1980: Recorte de la horquilla de Bugatti tras el accidente de Jacky Ickx.  El trazado pasa de 3404 a 3312 metros.
- 1990: La ampliación de la recta de meta convierte a la curva Nuvolari en una leve de izquierdas y a la curva Fangio en una horquilla. Se añade una sección entre las curvas Ascari (que pasa a ser una curva enlazada) y De Portago (que se traslada y convierte en una horquilla). El trazado pasa de 3312 a 3850 metros y la anchura de la pista de 8 a 12 metros.
- 2015: Remodelación de la torre de control.[14]
- 2018-2020: Reasfaltado total de la pista y remodelación de los edificios anexos a la torre de control.[15]

### Homenajes

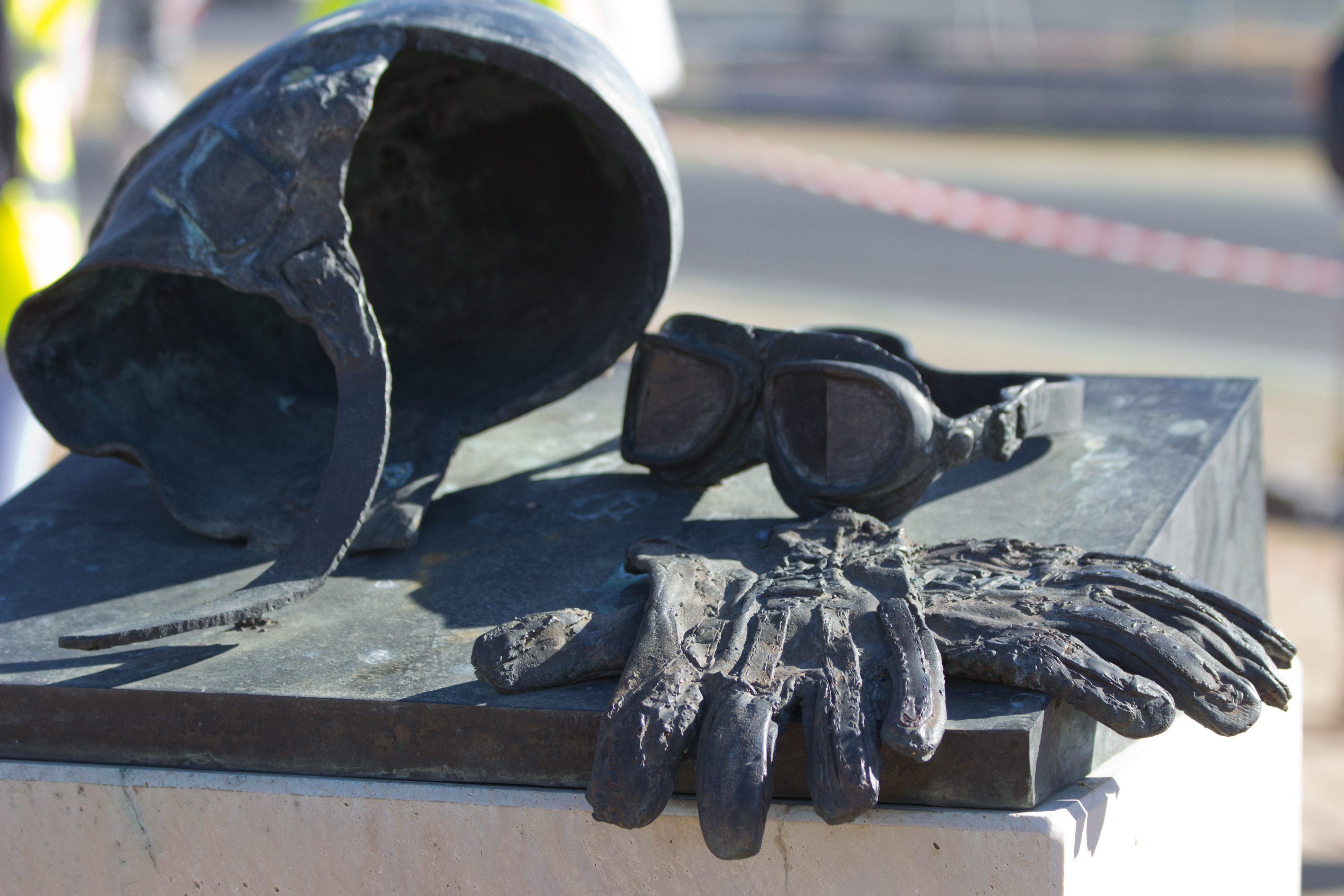
Monumento a Ángel Nieto en el Circuito del Jarama

- Curva 1: Nuvolari, piloto italiano de motociclismo y automovilismo, fallecido en 1953.
- Curva 2: Fangio, piloto argentino de automovilismo, 5 veces campeón de Fórmula 1, fallecido en 1995.
- Curva 3: Varzi, piloto italiano de automovilismo, fallecido en 1948.
- Curva 4: Le Mans, circuito francés donde se disputan anualmente las 24 Horas de Le Mans.
- Curva 5: Farina, piloto italiano de automovilismo, campeón de Fórmula 1, fallecido en 1966.
- Curva 6: Pegaso, fabricante español de automóviles deportivos (seguida de la también llamada Rampa Pegaso).
- Curva 7: Ascari, piloto italiano de automovilismo, 2 veces campeón de Fórmula 1, fallecido en 1955.
- Curva 9: Portago, piloto español de automovilismo, fallecido en 1957.
- Curvas 12: Bugatti, fabricante francés de automóviles deportivos. (las curvas 10 y 11 también son llamadas Esses de Bugatti o Bajada de Bugatti)
- Curvas 14-15: Virages de Monza, circuito italiano.
- Curva 16: María de Villota, piloto española de automovilismo, fallecida en 2013 (llamada curva del Túnel hasta 2017).[16]
- Otros: Placa conmemorativa a Ángel Nieto en el interior de la curva 5.[17]

## Récord de pista
El récord actual del circuito se hizo con un Jaguar R5 de Fórmula 1 en 2014, Klaas Zwart hizo un tiempo de 1'16''994. Sin embargo, el récord del circuito en un evento de competición oficial es de 1'20.011 por Yelmer Buurman, realizado en la primera carrera de la Superleague Formula disputada el 8 de noviembre de 2009.

## Ganadores

### Mundial de Motociclismo

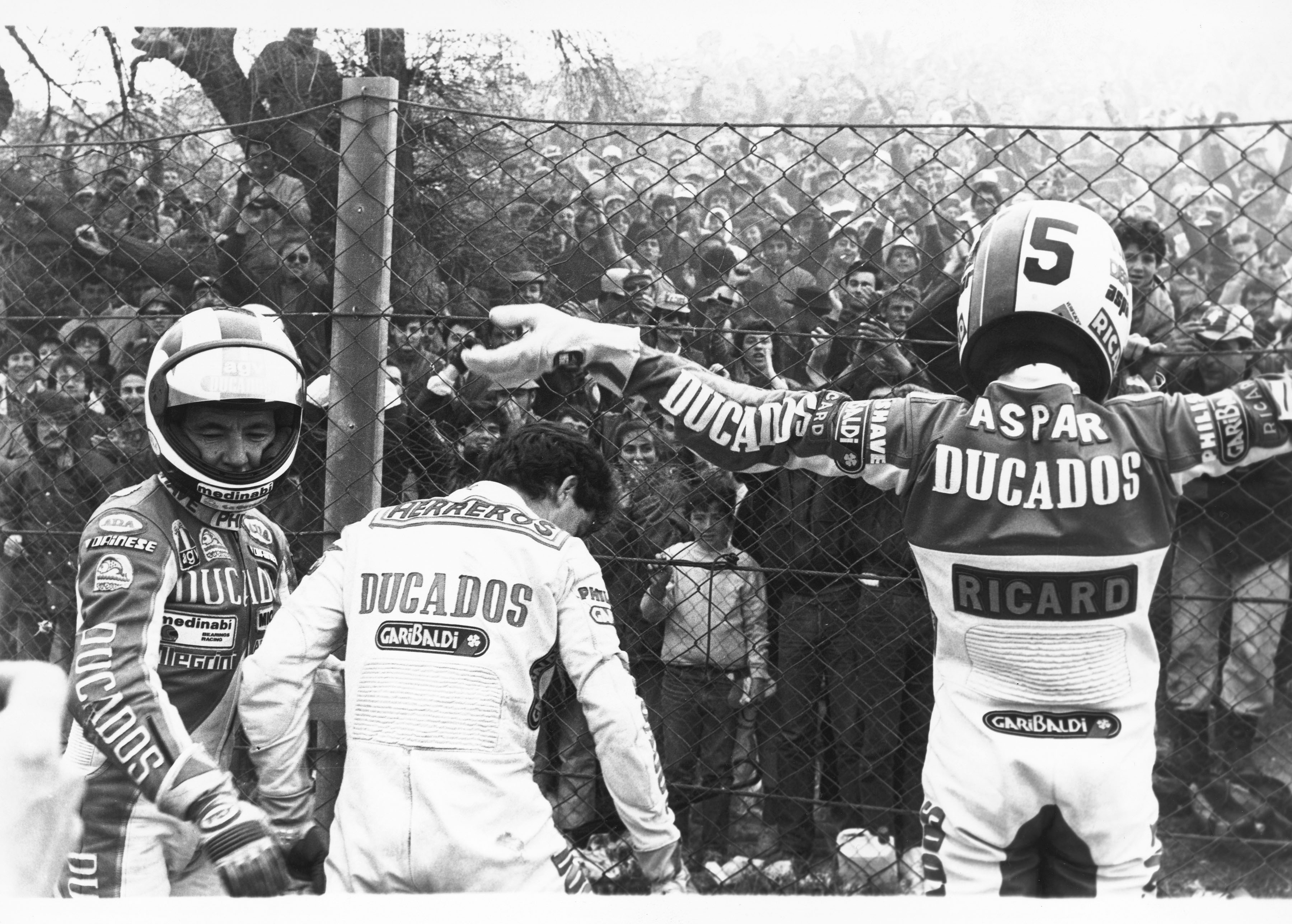
Jorge Martínez, Champi Herreros y Ángel Nieto en 1986.

Gran Premio de Madrid de Motociclismo
| Año  | Circuito | 125 cc            | 125 cc      | 250 cc         | 250 cc      | 500 cc       | 500 cc      |
| Año  | Circuito | Piloto            | Constructor | Piloto         | Constructor | Piloto       | Constructor |
| ---- | -------- | ----------------- | ----------- | -------------- | ----------- | ------------ | ----------- |
| 1998 | Jarama   | Lucio Cecchinello | Honda       | Tetsuya Harada | Aprilia     | Carlos Checa | Honda       |

Gran Premio de la FIM de Motociclismo
| Año  | Circuito | 125 cc        | 125 cc      | 250 cc         | 250 cc      | 500 cc      | 500 cc      |
| Año  | Circuito | Piloto        | Constructor | Piloto         | Constructor | Piloto      | Constructor |
| ---- | -------- | ------------- | ----------- | -------------- | ----------- | ----------- | ----------- |
| 1993 | Jarama   | Ralf Waldmann | Aprilia     | Tetsuya Harada | Yamaha      | Alex Barros | Suzuki      |

Gran Premio de España de Motociclismo
| Año  | 80cc               | 80cc        | 125cc              | 125cc       | 250cc          | 250cc       | 500cc           | 500cc       |
| Año  | Piloto             | Constructor | Piloto             | Constructor | Piloto         | Constructor | Piloto          | Constructor |
| ---- | ------------------ | ----------- | ------------------ | ----------- | -------------- | ----------- | --------------- | ----------- |
| 1988 | Stefan Dörflinger  | Krauser     | Jorge Martínez     | Derbi       | Sito Pons      | Honda       | Kevin Magee     | Yamaha      |
| 1986 | Jorge Martínez     | Derbi       | Fausto Gresini     | Garelli     | Carlos Lavado  | Yamaha      | Wayne Gardner   | Honda       |
| 1985 | Jorge Martínez     | Derbi       | Pier Paolo Bianchi | MBA         | Carlos Lavado  | Yamaha      | Freddie Spencer | Honda       |
| 1984 | Pier Paolo Bianchi | HuVo-Casal  | Ángel Nieto        | Garelli     | Sito Pons      | Kobas       | Eddie Lawson    | Honda       |
| Año  | 50cc               | 50cc        | 125cc              | 125cc       | 250cc          | 250cc       | 500cc           | 500cc       |
| Año  | Piloto             | Constructor | Piloto             | Constructor | Piloto         | Constructor | Piloto          | Constructor |
| 1983 | Eugenio Lazzarini  | Garelli     | Ángel Nieto        | Garelli     | Hervé Guilleux | Kawasaki    | Freddie Spencer | Honda       |
| 1982 | Stefan Dörflinger  | Kreidler    | Ángel Nieto        | Garelli     | Carlos Lavado  | Yamaha      | Kenny Roberts   | Yamaha      |
| 1981 | Ricardo Tormo      | Bultaco     | Ángel Nieto        | Minarelli   | Anton Mang     | Kawasaki    |                 |             |

| Año  | 50cc              | 50cc        | 125cc              | 125cc       | 250cc             | 250cc           | 350cc            | 350cc       | 500cc            | 500cc       |
| Año  | Piloto            | Constructor | Piloto             | Constructor | Piloto            | Constructor     | Piloto           | Constructor | Piloto           | Constructor |
| ---- | ----------------- | ----------- | ------------------ | ----------- | ----------------- | --------------- | ---------------- | ----------- | ---------------- | ----------- |
| 1980 | Eugenio Lazzarini | Iprem       | Pier Paolo Bianchi | MBA         | Kork Ballington   | Kawasaki        |                  |             | Kenny Roberts    | Yamaha      |
| 1979 | Eugenio Lazzarini | Kreidler    | Ángel Nieto        | Minarelli   | Kork Ballington   | Kawasaki        | Kork Ballington  | Kawasaki    | Kenny Roberts    | Yamaha      |
| 1978 | Eugenio Lazzarini | Kreidler    | Eugenio Lazzarini  | MBA         | Gregg Hansford    | Kawasaki        |                  |             | Pat Hennen       | Suzuki      |
| 1977 | Ángel Nieto       | Bultaco     | Pier Paolo Bianchi | Morbidelli  | Takazumi Katayama | Yamaha          | Michel Rougerie  | Yamaha      |                  |             |
| 1975 | Ángel Nieto       | Kreidler    | Paolo Pileri       | Morbidelli  | Walter Villa      | Harley-Davidson | Giacomo Agostini | Yamaha      |                  |             |
| 1973 | Jan de Vries      | Kreidler    | Chas Mortimer      | Yamaha      | John Dodds        | Yamaha          | Adu Celso-Santos | Yamaha      | Phil Read        | MV Agusta   |
| 1971 | Jan de Vries      | Kreidler    | Ángel Nieto        | Derbi       | Jarno Saarinen    | Yamaha          | Teuvo Länsivuori | Yamaha      | Dave Simmonds    | Kawasaki    |
| 1969 | Aalt Toersen      | Kreidler    | Cees van Dongen    | Suzuki      | Santiago Herrero  | OSSA            | Giacomo Agostini | MV Agusta   | Giacomo Agostini | MV Agusta   |

### Fórmula 1
Gran Premio de España
| Año  | Piloto             | Constructor  | Fecha       | Resultados |
| ---- | ------------------ | ------------ | ----------- | ---------- |
| 1967 | Jim Clark          | Lotus-Ford   | 23 de julio | Resultados |
| 1968 | Graham Hill        | Lotus-Ford   | 12 de mayo  | Resultados |
| 1970 | Jackie Stewart     | March-Ford   | 19 de abril | Resultados |
| 1972 | Emerson Fittipaldi | Lotus-Ford   | 1 de mayo   | Resultados |
| 1974 | Niki Lauda         | Ferrari      | 28 de abril | Resultados |
| 1976 | James Hunt         | McLaren-Ford | 2 de mayo   | Resultados |
| 1977 | Mario Andretti     | Lotus-Ford   | 8 de mayo   | Resultados |
| 1978 | Mario Andretti     | Lotus-Ford   | 4 de junio  | Resultados |
| 1979 | Patrick Depailler  | Ligier-Ford  | 29 de abril | Resultados |
| 1981 | Gilles Villeneuve  | Ferrari      | 21 de junio | Resultados |

Gran Premio de Madrid
| Año  | Piloto        | Constructor            | Fecha       | Resultados |
| ---- | ------------- | ---------------------- | ----------- | ---------- |
| 1969 | Keith Holland | Lola-Chevrolet (F5000) | 13 de abril | Resultados |

Los eventos que no formaron parte del Campeonato Mundial de Fórmula 1 se indican en fondo de color rosa.